# Klónozás
A klónozás ivartalan, a véletlent kizáró szaporodási forma, amely során genetikailag azonos, magasabb rendű szervezetek jönnek létre.
A klón lényegi tulajdonsága, hogy az utódszervezet (ami lehet egyetlen sejt is) genetikai szempontból teljesen megegyezik az anyaszervezettel, mivel kialakulása során nem történt olyan ivaros folyamat, amely a gének megváltozására alkalmat adott volna (az esetlegesen fellépő mutációktól most az egyszerűség kedvéért eltekintünk).
A legtöbb embernek a klón szó hallatán mesterséges módon, egy teljes emberi szervezet 
előállítása jut eszébe. Ez a fogalom azonban jóval összetettebb ennél. A klónozás egészen a 
sejtek szintjén kezdődik, s a természet sok esetben saját maga is állít elő klónt.

## Történet
Ian Wilmut fejlesztette ki a klónozás folyamatát. Egy petesejt magját eltávolította, és a klónozni kívánt élőlény  sejtmagját ültette helyébe. Így az élőlény DNS-ét pontosan lemásolta.

### Dolly

Dolly klónozása

Dolly egy birka, a világ első klónozott emlőse. 1996. június 5-én született Edinburgh-ban. 2001-ben egy birkáknál nagyon gyakori betegséget kapott el, ám immunkezeléssel sikerült meggyógyítani. Dolly 2003-ban pusztult el, 6 éves korában. Halála után kitömték, és Edinburgh-ban kiállították.

## Klónozás típusai

### Természetes klónozás
Klónok teljesen természetes módon és állandóan létrejönnek a sejtek ivartalan szaporodása során. Egy sejt egyszerű kettéosztódása két klónt, vagyis a kiindulási sejttel genetikailag azonos utódsejteket eredményez. Ezen az elven alapul minden egyes ember összes testi sejtje, annak a sejtnek a klónja, amely a petesejt és a hímivarsejt egyesülése következtében alakult ki a megtermékenyítéskor. Vagyis a testi sejtek mindegyike rendelkezik a szervezet felépítéséhez szükséges összes információval, de egy bonyolult szabályozó rendszer miatt, ennek csak bizonyos részét használja, ezért alakulnak ki eltérő felépítésű és 
működésű típusaik. Amennyiben pedig a legelső osztódások során bekövetkező  rendellenesség miatt két külön szervezet indul fejlődésnek, akkor a teljes szervezet szintjén is természetes klónok, tehát egypetéjű ikrek  jönnek létre. Rengeteg, alacsonyabb szinten álló szervezet (pl.: baktériumok, egysejtű növények, állatok, gombák) ivartalan úton szaporodnak, s csak időnként jelenik meg ivaros folyamat, a gének „felfrissítésére”. De ivartalan folyamat a növények vegetatív szervekkel – gumókkal, - indákkal, - gyöktörzzsel való szaporodása vagy egy medúza bimbózása is. 

### Mesterséges klónozás
Az ember által előállított klónokról is több szerveződési szinten beszélhetünk. A mesterséges klónozást három nagy csoportra osztjuk. Mégpedig: 
1. Molekuláris klónozás,
2. Sejtklónozás, Sejtek tenyésztése laboratóriumi körülmények között (sejtkultúrák). Genetikai szempontból az előállított sejtvonal összes sejtje a kiindulási sejttel egyezik meg.
3. Teljes organizmus klónozása. A teljes organizmus létrehozásának két alapvető módszere az ún. nukleáris transzfer (maganyag-átviteli) és az embrióosztási (embriófelezési) technológia. A következőkben ezek részletesebb leírása következik.

#### Molekuláris klónozás
Ebben az esetben egy molekula szaporításáról van szó. Ilyen például az ún. DNS polimeráz-láncreakció, amikor DNS-molekulákat a vizsgálatokhoz szükséges mennyiségre szaporítják fel, de ez a lényegi eleme a kísérleti fázisban lévő génterápiás eljárásoknak is. A génterápia során egy vektor (hordozó) segítségével - ami lehet egy molekula vagy egy vírus - juttatnak be DNS-szakaszokat (géneket) a célsejtekbe, ahol azok beépülnek a sejt genetikai állományába, s ott kifejeződhetnek (vagyis megindul róluk a fehérjék átírása).  

#### Sejtklónozás
Sejtek tenyésztése laboratóriumi körülmények között (sejtkultúrák). Genetikai szempontból az előállított sejtvonal összes sejtje megegyezik a kiindulási sejttel.  

#### Teljes (többsejtű) organizmus klónozása
Egy teljes szervezet létrehozásának két alapvető módja a nukleáris transzfer (maganyag-átviteli) és az embrióosztási (embriófelezési) technológia.  

#### Nukleáris transzfer
1. Egy petesejtet megfosztanak saját sejtmagjától, ezáltal eltávolítják belőle a genetikai állományt, vagyis a DNS-molekulákat.
2. Egy már differenciálódott testi sejtből kiveszik a sejtmagot.
3. A testi sejt sejtmagját (vagy egy másik variáció esetében az egész testi sejtet) a magjától megfosztott petesejtbe ültetik be (illetve a két sejtet egyesülésre késztetik, elektromos áram segítségével).
4. Az eljárás során - ma még nem teljesen tisztázott módon - a testi sejt magjának genetikai órája "lenullázódik". Ez azt jelenti, hogy a DNS-állomány korábbi szelektív működése megszűnik, s elölről indulhat egy teljes organizmus fejlődése. A korábbi szelektív működésen azt kell érteni, hogy a DNS-állomány egykori tulajdonosa - a felhasznált testi sejt - működése során csak azokat a géneket használta, amelyek feladatának ellátásához kellettek, holott genetikai állománya az egész szervezet "tervrajzát" tartalmazta. Ez a testi sejt tehát már "szakosodott" volt egy adott feladatra - szakkifejezéssel egy differenciált sejtről volt szó. A petesejt sejtplazmájának környezetében azonban elvesztette ezt az elkötelezettséget.
5. A DNS-állománnyal ilyen módon ellátott petesejtet egy nőstény állat méhébe ültetik ("béranya", "dajkaterhes"), amely aztán szerencsés esetben kihordja és megszüli az ebből fejlődő magzatot.

#### Embrióosztási technológia
A jó tulajdonságú tenyészállatoknál (pl.: szarvasmarhák) már rutinszerűen használt 
klónozási eljárás az ún. embriófelezési technológia, amely mesterségesen állít elő egypetéjű
ikreket. 
A módszer lényege, hogy egy petesejtet mesterségesen megtermékenyítenek egy 
hímivarsejttel, majd az így létrejött zigótát, vagyis a megtermékenyített petesejtet osztódni 
hagyják egészen a 8 sejtből álló embrionális állapotig. Ekkor az embriót több részre hasítják, 
leggyakrabban négy, két sejtből álló darabra. A módszer is innen kapta a nevét: embrióosztás 
(embryo splitting). A nyolcsejtes állapotig még nem indul meg a sejtek differenciálódása, s az 
így kapott embriók genetikailag teljesen azonosak lesznek egymással. Ez a módszer tehát nem mondható igazi klónozásnak, inkább „mesterséges ikerkészítésnek”. 
Ezt az eljárást már sikerrel alkalmazzák a főemlősök szintjén is. Az embriók nem az igazi 
szüleikkel - vagyis a petesejt és a hímivarsejt eredeti tulajdonosaival -, hanem 
egymással azonosak. 
A leválasztott sejteket a darabolás után egy üres peteburokba juttatják, ahol olyan fázisig 
engedik fejlődni, amíg beültethető lesz egy nőstény állat méhébe. Ezt követően egy normális 
lefolyású terhesség és szülés következhet.

## Emberi genom
Az emberi genom (vagyis a petesejt és a hímivarsejt teljes genetikai tartalma) úgy tekinthető, mint egy 23 kötetes könyv. Mindegyik kötet egy kromoszómát képvisel abból a 23 párból, amely minden emberi, testi sejtben megvan. Egy átlagos kötetnek kb.: 2000 teljes oldala van, egy oldal minden gén számára. A gének kisebb fejezetekként jelennek meg, a fejezetek a kromoszómán egymás után következő, (többnyire együtt is működő) gének leírásait tartalmazzák. A teljes „kötetsorozat”, amelyet a szülő a gyerekére örökít, olyan részleteket tartalmaz, amelyek a nagyszülők köteteinek véletlenszerű kombinációiból állnak. Egy adott kötet, amely továbbadódik, részleteket tartalmazhat az egyik szülőtől és a másiktól is, keverten, ugyanis a lapok a kötetek között is kicserélődhetnek a rekombináció következtében.

## A klónozás jövője
Már a 30-as évektől próbálkoztak a kutatók mesterséges ikrek előállításával, amelyeket maghasítással akartak létrehozni. Azonban az első igazi áttörést az 1996-ban mesterségesen előállított juh, Dolly jelentette. Innentől mondhatjuk azt, hogy a klónozás valóban kivitelezhető magasabb szerveződési szinten is. A klónozás nagyon ígéretesnek látszik az egyes betegségek gyógyításánál, néhány betegség esetén pedig pillanatnyilag ez tűnik az egyetlen lehetséges útnak. Vélhetően a saját sejtek klónozásával egyszer majd olyan szöveteket, szerveket lehet létrehozni, amelyeket a klónozás donorjába visszaültetve, egyáltalán nem váltanak ki immunreakciót, amelyeket  az immunrendszer teljesen saját szövetként szervként ismer el. Úgy tűnik, hogy ehhez a legreménykeltőbb út a sejttenyészeteken keresztül vezet. Ezt támasztja alá az is, hogy a Szöuli Nemzetközi Egyetem kutatói friss petesejt és ugyanazon donor testi sejtjének egyesítésével eljutottak a donor őssejt vonalához. Ebből az őssejtből 3-féle sejttípus fejlődött ki. Amikor ezekből egerekbe ültettek be sejteket, izom-, porc-, és csontsejtek jöttek létre belőlük.

## További Információ
- http://www.mimi.hu
- http://www.origo.hu/tudomany
- https://web.archive.org/web/20150212012922/http://www.krudy-szeged.sulinet.hu/
- https://web.archive.org/web/20180422060315/http://mindentudas.hu/